# Kosarșciîna, Brodî
Kosarșciîna (în ucraineană Косарщина) este un sat în comuna Ponîkovîțea din raionul Brodî, regiunea Liov, Ucraina.

## Demografie
Componența lingvistică a localității Kosarșciîna
     Ucraineană (100%)
Conform recensământului din 2001, toată populația localității Kosarșciîna era vorbitoare de ucraineană (100%).